# میهایلووتسی
میهایلووتسی (به بلغاری: Mihaylovtsi) یک منطقهٔ مسکونی در بلغارستان است که در استان گابرووو واقع شده‌است.